# オウギタケ属
オウギタケ属（扇茸属、Gomphidius）はイグチ目オウギタケ科に属するきのこの属の一つである。

## 形態
子実体はカヤタケ型 (Clitocyboid) ないしいくぶんキシメジ型 (Tricholomatoid)、小形またはやや大形、かさの表面は多少とも（あるいは顕著に）粘性を有することが多く、通常は平滑である。子実層托はひだ状で決して管孔状をなすことはなく、個々のひだはむしろ厚くてやや疎あるいは著しく疎、柄に著しく垂生し、ロウ質でしばしば鈍縁、幼時は灰色ないし暗灰褐色を呈し、胞子が成熟すれば灰黒色となる。肉は、柄の基部をのぞいて常に白色で、初めから黄色・橙黄色・紅褐色などの色調を示すことはなく、傷つけても変色しないか、または僅かに紅色となり、あるいは赤みを帯びた後に徐々に黒ずむ。柄はほとんど上下同大もしくは基部が顕著に細まり、中実で、通常は平滑であるが、まれに微細な粒点（柄シスチジアの集合体）を点在することがある。外被膜は決して粉状を呈することはなく、匍匐性の細い菌糸で構成され、一般に多少とも（または著しく）ゼラチン化しており、顕著な「つぼ」となって残存することはない。内被膜は綿毛状で、明瞭な「つば」を生じることはなく、多くは多少ともゼラチン質の中に埋没する。
胞子紋は暗い黒褐色ないしほぼ黒色を呈するが、乾くとやや赤みを帯びた灰褐色ないし赤さび褐色となる。胞子は常に長形で長紡錘状ないし長円筒状をなし、発芽孔を欠き、平滑でコットンブルーによく染まり、ヨウ素溶液には染色されない（非アミロイド性）かもしくはかすかに赤褐色となる（弱い偽アミロイド性）のみである。担子器は通常は4個の胞子を生じ、少なくとも成熟時には細長く伸長するが、担子小柄（担子器の先端に2本または4本形成され、担子胞子を着ける円錐状の部分）は特に長くはない。ひだのシスチジアはしばしば油状の内容物を含んでおり、しばしば部分的に（あるいは全体的に）細胞壁が肥厚しており、その外面はクリ色ないし赤褐色の樹脂状もしくは顆粒状の沈着物におおわれている。種類によっては、ひだの実質は、通常は菌糸がひだの面に平行に配列した狭い中軸層と、それから分岐し、ひだの縁に向かって左右に広がりながらV字状に配列する菌糸からなる側層とから構成された散開型の構造を有し、この両層の間には、密に絡み合った菌糸からなる子実層脚が発達する。子実体の構成菌糸は常に非アミロイド性で、通常はかすがい連結を欠くが、柄の基部の菌糸に限ってこれを有する種類もある。

## 生態
オウギタケ属を含めたオウギタケ科のキノコは、マツ科のさまざまな樹木（おもにマツ属あるいはカラマツ属・ツガ属・トウヒ属・トガサワラ属などとの間に外生菌根を形成して生活するものと考えられていたが、少なくともいくつかの種については、イグチ類の菌に寄生する性質を持つことが明らかになった。
なお、人工的な胞子の発芽、あるいは子実体組織からの菌糸の人工培養に成功した例は、いまのところ知られていない。

## 分布
北半球の亜寒帯から温帯にかけて（マツ科の樹種が分布する地域：北アメリカ・ヨーロッパ・中央アジアから極東・北アフリカなど）に広く産する。亜熱帯ないし熱帯地方では、マツ科樹木の植栽林に発生し、帰化菌類として定着している。

## 成分
タイプ種であるシロエノクギタケや、キオウギタケおよびオウギタケの子実体からは、ゼロコミン酸（Xerocomic acid：α-[(2E)-4-(3,4-ジヒドロキシフェニル)-3-ヒドロキシ-5-オキソフラン-2(5H)-イリデン]-4-ヒドロキシベンゼン酢酸）や、アトロメンチン酸（4-ヒドロキシ-α-[3-ヒドロキシ-4-(4-ヒドロキシフェニル)-5-オキソフラン-2(5H)-イリデン]ベンゼン酢酸）が見出されている。これらはプルビン酸の誘導体で、イグチ目に属する他の多くの菌と共通する成分である。
また、ハナイグチや チチアワタケから検出されたボレグレビロール（Bolegrevilol：4-アセトキシ-5-[(2E,6E,10E)-3,7,11,15-テトラメチル-2,6,10,14-ヘキサデカテトラエニル]レソルシノール）もまた、オウギタケ属の上記三種から見出されている。
オウギタケ属に特有な化学成分としては、シロエノクギタケおよびキオウギタケから得られるゴンフィジン酸（Gomphidic acid：2-(4-ヒドロキシフェニル)-2-[(2E)-3-ヒドロキシ-4-(3,4,5-トリヒドロキシフェニル)-5-オキソ-2,5-ジヒドロフラン-2-イリデン]酢酸）（これもまた、プルビン酸の誘導体の一種である）が挙げられる。さらに、1,2,4-トリハイドロキシベンゼン (1,2,4-trihydoroxybenzene)は無色の化合物であるが、酸化されると赤色となり、さらに重合して黒色のゴンフィラクトン (Gomphilactone) に変化する。オオギタケ属の子実体が傷ついた時あるいは老成した時に黒変する現象には、おそらくこの化合物が関与しているものと考えられている。

## 類似した分類群
クギタケ属は、かさの表皮（あるいはその上に残存する外被膜）の構成菌糸がほとんどゼラチン化しないことや、子実体の組織中に、ヨウ素溶液で暗青色ないし暗紫色に変色する菌糸が混在することなどにおいて異なる。Cystogomphus属（日本未産）では、かさの表面に付着する外被膜片が球形細胞で構成されており、まったくゼラチン化しない点で相違する。
ヒダハタケ科に置かれるヒダハタケ属やイグチ科に所属するキヒダタケ属なども、イグチ類との類縁関係を有する菌群であり、子実体の外観などはクギタケ属に類似するが、ともに胞子紋の色調がより明るい（ヒダハタケ属では黄褐色、まれに帯オリーブ褐色ないし帯紫褐色、キヒダタケ属では帯オリーブ褐色）ことやかさの表皮がほとんどゼラチン化しないこと、あるいはシスチジアの形質などにおいて異なる。さらにヒダハタケ属においては、外生菌根の形成が任意的である（菌の生育に外生菌根が必須ではない）点で、またキヒダタケ属では、外生菌根を形成する樹種がマツ科に限定されない（ブナ科・カバノキ科やフタバガキ科などとも外生菌根を作る）点でも区別できる。

## 分類学上の位置づけ

### 他のハラタケ型菌類との関係
ひだを備えたハラタケ型 (agaricoid) の子実体を形成するものではあるが、系統分類学上ではイグチ目に属する菌群であり、特にヌメリイグチ属との類縁が深いとされ、かつては広義のイグチ科に置かれたこともある。子実体にヌメリイグチ属の菌と共通する化学成分（主にプルビン酸の誘導体）を含有していることや、外生菌根を形成する生態的性質など、胞子が暗色かつ厚壁で、一般に著しく長形であることやシスチジアがこん棒状でしばしば厚壁となり、表面に樹脂状ないし顆粒状の沈着物をこうむる形質なども、この位置づけの根拠の一つとなっている。
もとは三つの亜属を含んでいたが、そのうちの一つ（Gomphidius Subgenus Chroogomphus Sing.：タイプ種はクギタケ）は独立属（クギタケ属）として分離された。両属の分割は、分子系統的解析によっても支持されている。

### 腹菌型菌類との関係
オウギタケ科の菌が、成熟してもかさが展開せずにひだを包み込み、ひだは表面積を増加させるために屈曲・分岐・吻合を繰り返して迷路状をなし、さらに柄が退化して腹菌型へと進化した結果と考えられる菌群として、かつてBrauniellula属が設けられたが、そのうちの一種B. leucosarx は、後の調査によって、すべての菌糸にアミロイド性が欠けていることを理由にBrauniellula 属から除外されて別属Gomphogaser に移され、むしろオウギタケ属に類縁関係が深いものであると考えられるようになった。Gomphogaser 属をオウギタケ属に包含するのが妥当ではないかとする説もある。

## 属内における系統
従来、キオオギタケ亜属 (Subgenus Laricigomphus Sing.) とシロエノクギタケ亜属 (Subgenus Gomphidius) との二亜属が置かれ、さらに後者にシロエノクギタケ節（Section Gomphidius 柄にはシスチジアを欠くか、もし存在したとしても束生することはなく、柄の表面に顕著な微粒点としてあらわれない）およびミクロスポルス節（Section Microsporus Sing. ：柄の上部には柄シスチジアの集合体が微粒点となって存在する）の二節を設ける意見があり日本でもこのシステムが採用されてきたが、分子系統解析された例（所属種すべてを対象としたものではない）からは、上記の属内分類体系には根拠が乏しいと考えられている。

## 所属種

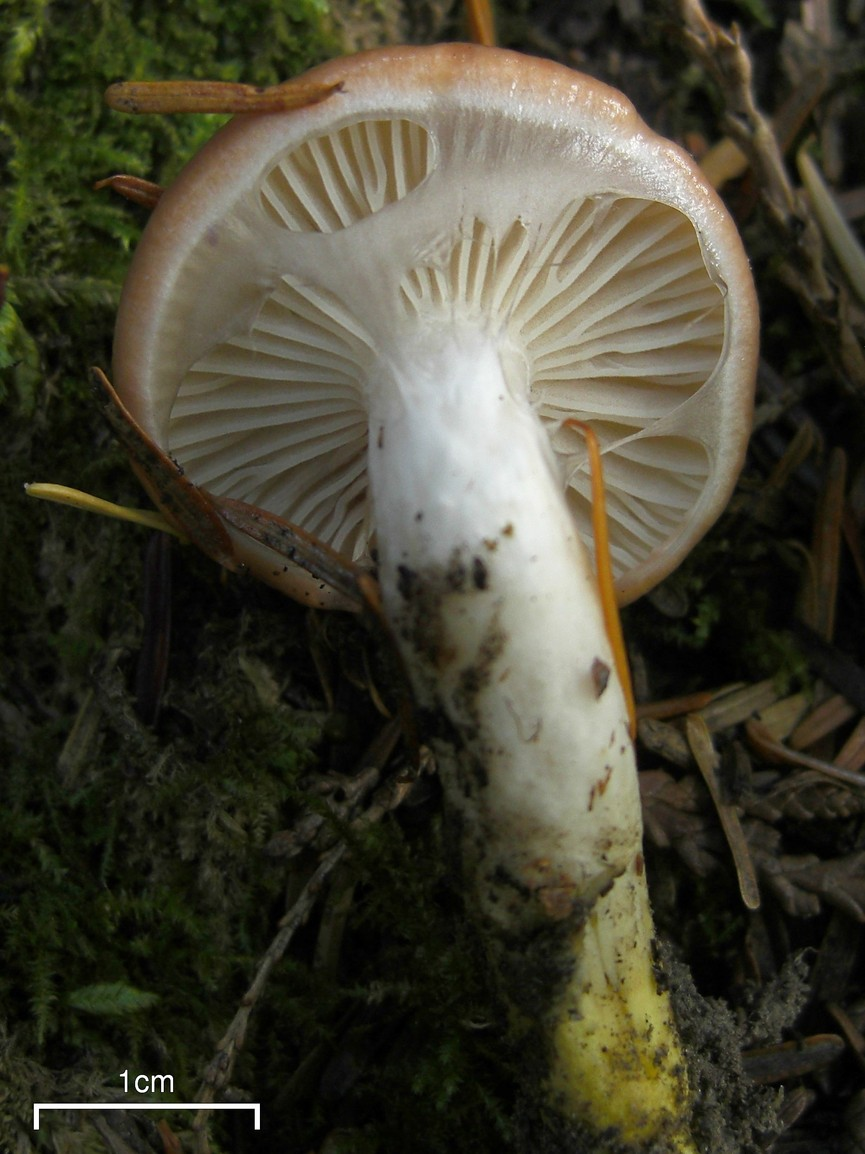
やや未熟なG. subroseusの子実体。粘液質の被膜と、明らかに黄色を呈した柄の基部が特徴である。

ここでは、各種を種小名のアルファベット順に配列した。
G. bolearis O. K. Miller, Aime and Peintner
かさの径3cm以下、柄の長さ6-9cm程度の細長い子実体を形成し、かさは緋色あるいは帯橙赤色を呈する。柄の上部はほぼ白色であるが、下部では明るい淡橙色の地に不規則な黒っぽいしみをあらわし、内部の肉は、かさでは肌色ないし象牙色（淡クリーム色）、柄では帯橙クリーム色を呈する。ダフリアカラマツ（Larix gmelini (Rupr.) Rupr.）を主とする林内に発生するもので、ロシア北東部（サハ）から新種記載された。
G. flavipes Peck
柄の内被膜が繊維状をなし、肉は白色であるが柄の下半部では明らかに黄色を呈し、胞子が大形（長さ30μm 近くに達する）であるのが特徴である。柄にはシスチジアを備えるが、無色であるため目立たない。トウヒ属・ツガ属・カラマツ属の林内で見出されるもので、北アメリカ東部に分布する。
シロエノクギタケG. glutinosus (Schaeff.) Fr. var. glutinosus
属のタイプ種である。かさは帯紫灰色ないし帯紫灰褐色（まれにほぼ白色）で著しい粘液におおわれ、特に老成時には、しばしば不規則な灰黒色のしみを生じる。柄は白っぽく、下半部は黒紫色・繊維状の鱗片を生じることがあり、基部は明らかに黄色を呈する。幼い子実体の柄の基部のみ、まれにかすがい連結を有する。主にトウヒ属、ときにモミ属やトガサワラ属・マツ属などの林内地上に見出され、北半球温帯以北に広く分布するといわれている。かさが、帯褐紅色（サケ肉色）を呈するものや暗紫色ないし紫褐色のものを変種として区別し、それぞれ var. salmoneus O. K. Miller および var. purpureus O. K. Miller の変種名で呼ぶこともある。
G. largus O. K. Miller
ときにかさの径20cmにもおよぶ大形種で、かさは帯桃灰褐色ないし帯紫灰褐色を呈し、柄は白色であるが、基部は表面・肉ともに黄色である。柄のシスチジアは存在しないことも多く、もし存在しても多数が束をなすことはなく散在し、目立たない。ひだの実質に、大きな楕円体状ないし球嚢状の細胞（径40μmに達することがある）が混在する点が特徴である。トウヒ属の樹林に発生し、北アメリカ西部に産する。ひだの実質部の構造以外の点では、シロエノクギタケによく似ている。
キオウギタケG. maculatus (Scop.) Fr.
子実体は束生することなく、完全に内被膜を欠いている。かさは幼時はほぼ白色であるが、成熟すれば帯橙黄褐色（アンズ色）となり、柄の基部はときに黄色を帯びる。さらに老成した子実体のかさや柄の表面には、不規則な紫黒色のしみを生じる。カラマツ属の樹下に限って発生する点も特徴的である。日本・中国・ロシア北西部・ヨーロッパおよび北アメリカに広く分布する。柄の基部が黄色を帯びないものを別種 (G. furcatus Peck) としたり、あるいはキオオギタケの一変種（G. maculatus var. furcatus (Peck) Sing）として扱う意見もある。
G. nigricans Peck
かさは初めは類白色ないしくすんだ淡黄色であるが、次第に帯紫淡ピンク色となり、老熟すれば暗赤褐色ないし黒褐色を呈する。ひだは密生し、かさの肉から離れやすい。柄は上下同大または基部に向かって細まり、上部は類白色、基部は淡紅色ないし淡黄色であるが次第に黒ずんでくる。肉もほぼ白色であるが、柄の基部ではやや紅色あるいは黄色を帯びており、傷つけると次第に黒っぽく変色する。トウヒ属やストローブマツ (Pinus strobus L.) の林内地上で見出される種類で、北アメリカ東部とカナダとに分布するが、むしろまれであるという。なお、ひだの実質は、顕微鏡下において水酸化カリウム溶液で青く染まるとされている。
G. oregonensis Peck
幼時から、全体が厚いゼラチン層をこうむる。かさは径2-15cm、幼時は橙色を帯びた淡黄褐色であるが、次第にくすんだ赤褐色となり、縁はしばしば暗紫褐色を呈する。柄は長さ6-12cm、径1-5cmに達し、ゼラチン質に包まれた不完全なつばより上部はほぼ白色、下方に向かって濃黄色を帯びる。柄の頂部にはシスチジアの束を備えるが、無色であるために肉眼では目立たない。トウヒ属・トガサワラ属・モミ属などの林内に束生ないし孤生する。北アメリカ（主に西部）に分布する種である。なお、子実体の肉は白色である（傷つくと、やや赤みを帯びる）が、硫酸鉄（II）で青黒く変色するというしばしば、ヌメリイグチ属の Suillus caerulescens A. H. Smith and Thiers やS. lakei (Murr.) A. H. Smith and Thiers、あるいはS. ponderosus A. H. Smith and Thiers と同時に混生するが、後三種の生態的関係については、まだ明らかでない。
G. pseudoflavipes O. K. Miller and F. J. Camacho
種小名が示すようにG. flavipes に類似した種であるが、内被膜はさらに繊細かつ痕跡的であり、肉は柄の基部においてのみ黄色を呈することや、胞子はG. flavipes のそれと比較してもさらに長大（長さ40μmに達することがある）なことで区別される。モミ属・マツ属の混交林内の地上に発生するもので、北アメリカ（カリフォルニア）産の標本をもとに新種として記載された。
G. pseudomaculatus O. K. Miller
かさは暗赤紫色ないし帯紫淡褐色であるが、古くなると次第に黒っぽくなり、柄の上部は白く、下半部は黄色を呈する。内被膜はゼラチン質ではない。また、柄のシスチジアは細くて短く、ほとんど無色である。カラマツ属（原記載ではニシカラマツ Larix occidentalis Nutt.とコメントされている）の樹下に束生する。北アメリカ（アイダホ）から知られている。
オウギタケG. roseus (Fr.) Fr.
明るい淡紅色のかさを持ち、柄はしばしば基部に向かって細まるとともに、下部は帯褐淡紅色を帯びることが多く、基部は黄色を呈する。日本では、主にアカマツ・クロマツの林内で見出され、しばしばアミタケと混じって発生し、後者に寄生していると言われる。後述するように、G. subroseus と同一種とする研究者もあるが、分子系統学的解析によれば、後者とは別種である可能性が大きいという。
G. septentrionalis Sing.
オウギタケやG. subroseus に似て、帯橙淡紅色ないし淡紅褐色のかさを持ち、柄もピンク色あるいは淡い肉色を呈するとともに、その基部は濃黄色となる。トウヒ属やモミ属の林内に発生する点でオウギタケと区別される。また、しばしばアミハナイグチ属のきのこを伴って発生するという。本種を認めず、G. subroseus と同一種であるとする見解もある。
G. smithii Sing. (var. smithii)
暗灰紫色ないし帯赤淡紫灰色のかさと、ほぼ白色（基部は黄色を帯び、古くなったり傷ついたりすれば、暗灰紫色ないし灰黒色となる）で基部が急に細まり、下半部がゼラチン質の被膜におおわれた柄とを持つ。かさの肉は、切断すると赤みがかる。トガサワラ属やロッジポールマツ (Pinus contorta Douglas ex Loudon) の樹下に発生するという。柄の基部が鮮黄色となるものを、一変種 (var. xanthobasis Sing.) として区別する意見があるが、これを単なる変異とする説もある。

G. subroseus Kauffman
かさはくすんだ紅サンゴ色ないし帯褐紅色あるいはレンガ色を呈し、湿った時には厚いゼラチン層におおわれる。柄は通常は基部に向かって細まり、頂部近くにゼラチン質の内被膜のなごりを備えることが多く、白色であるが老成するとやや黒ずみ、下方では淡黄色ないし帯橙黄色を帯び、基部は黄色を呈する。トウヒ属・トガサワラ属・モミ属あるいはツガ属の林内に生え、北アメリカ（おそらく全域）およびカナダに分布する。本種については、日本に産するオウギタケとの異同に関して、研究者の間で意見が分かれており、両種を同一種ではないかと疑う意見もあるが、G. subroseus では柄の下半部が黄色ないし明るい橙褐色を呈する（オウギタケでは淡紅色から淡い帯紅褐色）であることや、通常はマツ属以外の樹下に発生することで区別されている。ただし、マツ属（ポンデローサマツ Pinus ponderosa Douglas ex C.Lawson）の林内にも生えるとする観察例も報告されている。なお、柄の基部が細まることなくほぼ上下同大なものを一変種 (var. homobasis Sing.) として区別する研究者もある。
G. tyrrhenicus D. Antonini and M. Antoninii
かさの径3-4cm以下の、比較的小形な種である。かさの表面は粘性を有し、初めはまんじゅう形であるが次第に中央部がくぼむにいたり、サケ肉色ないし桃色であるが、しばしば黒いしみを生じる。柄は汚白色で基部は黄色を帯び、粘液質の内被膜のなごりを備える。胞子は、原記載によれば大きさ 18.2-21×6.4-8.2μmであるとされている。外観はオウギタケやG. subroseus に似るが、内被膜が綿毛状でなく、粘液に包まれる点で異なる。スペインおよびイタリアから知られているが、発生環境としてはコナラ属 Quercus ilex L.およびイチゴノキのみでマツ科の樹種が生育していないところでも見出されるとされており、一般にマツ科の樹木と外生菌根を形成するというオウギタケ属の定義に合致しない。同属のほかの種との分子系統学な比較検討が望まれる。なお、本種は、初めはG. mediterraneus D. Antonini and M. Antoninii の学名の下に記載されたが、国際藻類・菌類・植物命名規約上の原則から、この名はG. mediterraneus Finschow （1978年に有効かつ正式に発表されている）の（ホモニム）と見なされる。そのため、原著者ら自身によって、新たにG. tyrrenicus の学名が与えられることになった。

## 疑問種および除外されるべき種
G. alachuanus Murrill
タイプ標本は北アメリカ（フロリダ）産のものである。ヨウ素溶液によって、かさや柄の菌糸は暗紫色に染まり、シスチジアもかすかに青変することから、クギタケ属に置かれるべき種類（おそらくChroogomphus jamaicensis (Murr.) O. K. Miller Jr.）であると考えられる。
G. griseovinaceus Kalamees
エストニアから報告された種類であるが、詳細は不明である。新種記載された後、再度の採集記録はない。
G. foliiporus Murrill
現在では、イグチ科のキヒダタケ属に所属するPhylloporus rhodoxanthus ssp. foliiporous (Murr.) Sing.（日本では、従来は、誤ってイロガワリキヒダタケ P. bellus (Massee) Corner var. cyanescens Corner に当てられていた）のシノニムの一つとみなされている。
G. litiqiosus Britz.
原記載は非常に粗雑（かさは赤銅色で中央が盛り上がる：ひだは疎で垂生する：柄は屈曲し、基部はやや黄色みを帯びる：針葉樹下の地上に発生する、という）で、クギタケを思わせるところもあるが、その実体は明らかでない。これを後者の変種として扱い、G. rutilus var. litiqiosus (Britz.) Sing. の学名を当てる意見もある。なお、クギタケは、現在ではChroogomphus 属に移され、そのタイプ種に指定されているが、Chroogomphus rutilus var. litiqiosisの組み合わせ名は、いまだ有効かつ正当に提唱されていない。
G mediterraneus Finschow
原記載によれば、「かさは径2-5cm、粘性はなく、黒紫色で光沢を有し、部分的にしみを生じ、僅かにざらつき、縁は長く内側に巻き込むとともに、柄と繊維状の被膜で連結されている。柄はしばしば屈曲しており、かさと同色もしくはより暗色で、クモの巣状のつばを有する。ひだはやや密で柄に垂生し、赤銅色から次第に黒紫色となる。肉は淡橙褐色ないし赤褐色を呈し、柄の基部では橙褐色である。胞子は黒紫色で細長く（イグチ類のそれに似る）、大きさ14-15×6-7×4-5μmである。シスチジアは頭状をなす。アレッポマツPinus halepensis Millerの樹下に発生する」とされている。ヨウ素溶液に対する子実体や菌糸の反応については、原記載では触れられていないので断定はできないが、かさに粘性がないとされることからは、オウギタケ属の菌ではなくクギタケ属に置かれるべきものではないかと考えられる。上記の報文において、「クギタケと比較して胞子がやや短小であり、子実体の色調も異なることから新種であると考える」と述べられている点にも、これを疑わせるものがある。スペイン産の標本をもとに記載された種類であるが、その後の再発見の記録はなく、タイプ標本の詳細な再検討がなされた報告もないようである。
G. microsprous Sacc. and Trotter
記載によれば「かさは径5-7cm、肉色で粘性を有する：柄は中心性でしばしば屈曲し、くすんだ淡黄色、基部は細まり、赤色を帯び、後に赤褐色となる：ひだは柄に垂生し、分岐せず、かすかに赤みを帯びた白色であるが、成熟するとオリーブ色を帯びる：胞子は細長い楕円形で大きさ10-12×5.5 μm：シスチジアはオリーブ褐色の粒状物を含み、倒こん棒形：担子器は4個の胞子を生じる：地上に発生し、シロエノクギタケに近縁であると考えられる」とされているが、その後の再度の採集記録はなく、詳細は不明である。
G. roseus Massee
原記載は非常に粗雑で、分類学的な実体は明らかでない。ただし、この学名の発表は1908年であり、国際藻類・菌類・植物命名規約上の原則から、オウギタケの学名（発表は1838年）の同名（ホモニム）と見なされるため、分類学上は無効となる。
G. stillatus Strauss
ドイツのババリア地方から記載された種類であるが、シロエノクギタケやキオウギタケの白色タイプに過ぎないともいわれている。
G. viscidus (L.) Fr. var. viscidus
クギタケのシノニムとして扱うべきであるという指摘がある。

## 食・毒性
現在までのところ、有毒な種類は知られていない。オウギタケについては、油を使った脂肪質の料理（油炒めや揚げ物など）にも、淡白な料理（すまし汁や炊き込みご飯など）にも合うという。欧米ではシロエノクギタケやG. oregonensis およびG. subroseus などが食用に供されることがあるが、食用きのことしての評価はさほど高くなく、「not recommended（あまり推奨できない）」あるいは「edible but poor（食べられるが、食用価値は低い）」とされることが多い。